# Hans Ludwig Pfeiffer
Hans Ludwig Pfeiffer (* 30. März 1903 in Rom; † 9. März 1999 in Berlin) war ein deutscher Maler und Bildhauer sowie Mitbegründer und Leiter der Bernsteinschule.

## Leben und Werk

### Die Zeit bis 1945
Hans Ludwig Pfeiffer wuchs in einer Künstlerfamilie auf; seine Mutter war die Malerin Gertrud Pfeiffer-Kohrt (1875–1939), sein Vater Richard Pfeiffer (1878–1962) Professor an der Kunstakademie in Königsberg. Seine Schwester war die Bildende Künstlerin Riccarda Gregor-Grieshaber (1907–1985). Von 1924 bis 1928 studierte Pfeiffer an den Vereinigten Staatshochschulen für Bildende Kunst in Berlin und war Schüler bei Wilhelm Gerstel. Nebenbei war er Privatschüler bei dem Maler Johannes Walter-Kurau. Um finanziell überleben zu können, zeichnete er – oft Karikaturen – für zahlreiche Zeitschriften, unter anderem für die Kunst- und Kulturzeitschrift Der Querschnitt sowie für die Satirezeitschriften Ulk und Simplicissimus. Mit der Machtübernahme Hitlers fiel diese Tätigkeit für ihn aus. Er konnte bei einem einflussreichen Freund als „Entwerfer“ für monumentale Gemälde unterkommen, überlebte als Kulissenmaler für die Unterhaltungsfilmindustrie, entwarf Reklamebilder und malte im Geheimen auf seine eigene Art. 1942 wurde bei einem Luftangriff sein Atelier zerstört; seine gesamten Arbeiten gingen dabei verloren. Den Krieg verbrachte er im Osten, und gegen Kriegsende war er in Süd-Württemberg als Sanitäter tätig. 1945 versuchte er zu überleben, indem er für geringen Lohn kleine Restaurierungen an kriegszerstörten Kirchengebäuden vornahm.

### Die Zeit in der Bernsteinschule
1945 suchten viele, die während des Krieges ihr Kunststudium abbrechen mussten, nach Weiterbildungsmöglichkeiten. Da die Kunstakademien noch nicht wiedereröffnet waren, sammelten Pfeiffer und Paul Kälberer Schüler und suchten nach Räumlichkeiten. Der französische Kulturoffizier der Besatzungsmacht, Professor Richard Thierberger, stellte den beiden das leerstehende Kloster Bernstein zur Verfügung, wo sie 1946 die Bernsteinschule gründeten. In dem vom Krieg verwüsteten Gebäude musste erst alles mühsam eingerichtet werden, und so war Pfeiffer „Dozent, Hausmeister, Gärtner […] und Verwalter […] zugleich“. Die Klosterkirche diente als Hörsaal und Gemeinschaftsatelier. Die Schule kannte keine Klassen, es gab kein feststehendes Lehrpensum und keine Prüfungen. Als 1951 HAP Grieshaber die Schulleitung übernahm, fand sich Pfeiffer durch die neue Ausrichtung, die dieser durchsetzte, in den Hintergrund gedrängt. Grieshaber öffnete die Schule nach außen und ebnete den Schülern den Weg in praktische Berufe. Er richtete unter anderem Kurse für Typographie und Photographie ein, protegierte künstlerisches Industriedesign und gewann Sponsoren mit Reklameaufträgen. Es kam zu Auseinandersetzungen, bei denen Pfeiffer keine Unterstützung durch das Kultusministerium erhielt. Resigniert zog er sich 1953 zurück.

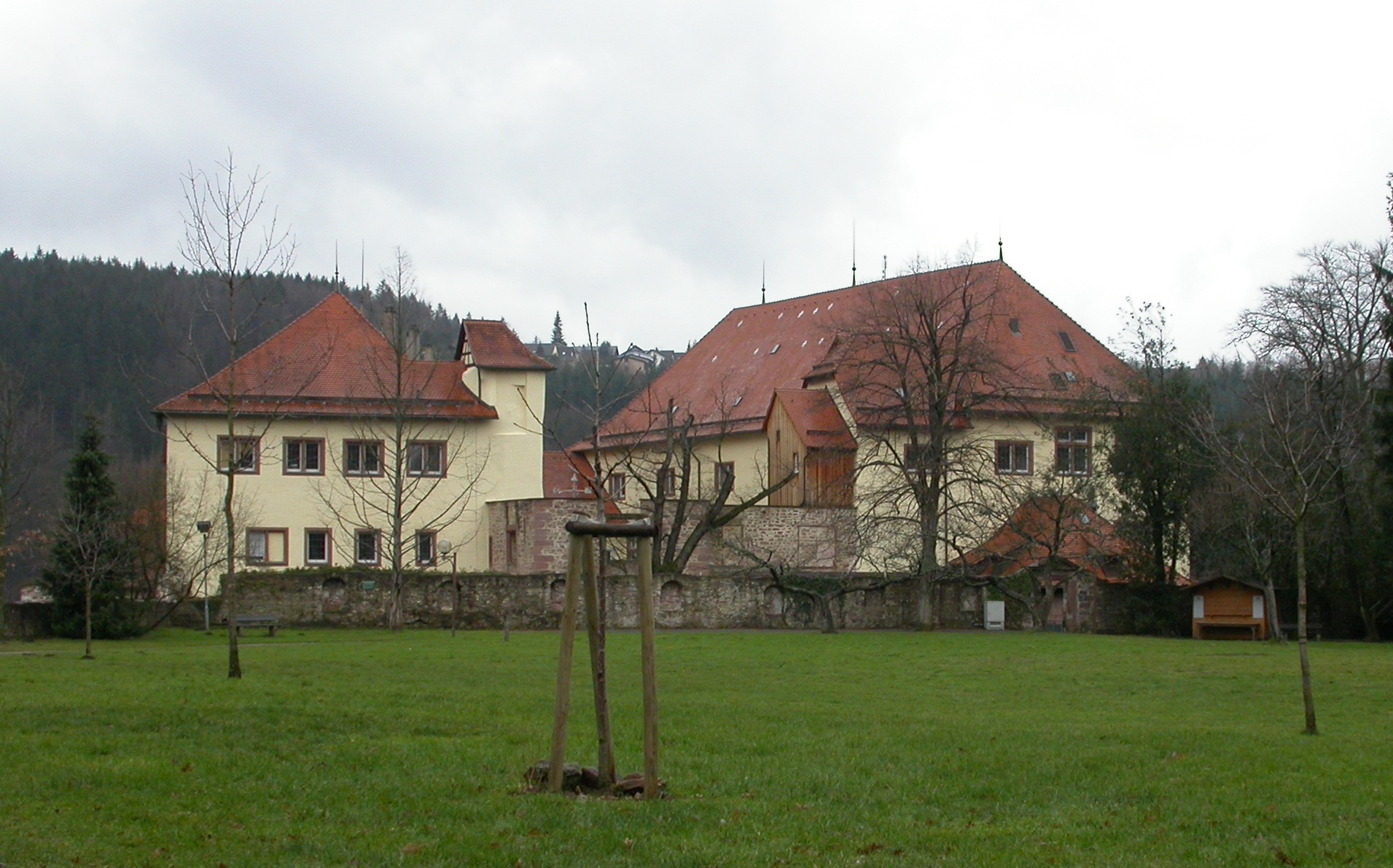
Für viele Jahre hatte Pfeiffer im Schloss Neuenbürg seine Arbeitsstätte.

### Die Jahre in Neuenbürg
Pfeiffer kam verarmt nach Neuenbürg, wo ihm eine Bleibe in Aussicht gestellt worden war. „Einige Bürger der Stadt, die von der Situation des darbenden Künstlers erfahren haben, griffen ihn dann unter die Arme.“ Später konnte Pfeiffer im Schloss Neuenbürg Räume zum Arbeiten beziehen. 1957 heiratete er eine Ärztin aus der DDR. Er erhielt Aufträge der Denkmalpflege und war wegen seiner handwerklichen Fähigkeiten gefragt. Er restaurierte öffentliche Gebäude, Kirchen und Schlösser, unter anderem einige Säle (darunter den Äneassaal und den Weißen Saal) im Neuen Schloss in Stuttgart. 1964 starb seine Frau; die Rente ermöglichte ihm ein bescheidenes Auskommen.
Etwa ab 1968 begann Pfeiffer sein Alterswerk, ein völlig neuartiges Œuvre, er „fegt alles, was nach künstlerischen Denkvorschriften aussieht, beiseite“ und entwickelte ohne Rücksicht auf modische Trends einen eigenen Stil. „Er revoltiert im Sinne des Dadaismus, angeekelt von den Lügen seines Zeitalters und des ihm herum vollzogenen Lebens, die er entlarven will.“ Es entstanden Bilder, Plastiken und Objekte, zum Beispiel Die große Blabla-Maschine. Sein Hauptwerk ist das „Evolutionsdrama der Menschheit“ mit dem Titel Theatrum Mundi, „ein satirisch-düsteres Weltpanoptikum […] von neobarocker Sinnlichkeit“. Die provozierend-sozialkritische Installation ist am Ort seines früheren Ateliers in Schloss Neuenbürg dauerhaft zu sehen.

## Ausstellungen
- 1974: Galerie Melnikow, Heidelberg
- 1976: Konzert- und Kongresszentrum Harmonie, Heilbronn
- 1980: Reuchlinhaus, Pforzheim
- 1987: Schloss Neuenbürg, Lebenswerk Retrospektive
- 1997: Hofgut Bernstein, Sulz am Neckar
- 2003: Schloss Neuenbürg

## Alumni
- Herbert Feierabend, Maler und Restaurator
- Joachim Geissler-Kasmekat, Kunstprofessor
- Herbert W. Kapitzki, Grafiker und Grafikdesigner
- Lothar Quinte, Maler